# Rhipidia variicosta
Rhipidia variicosta är en tvåvingeart som först beskrevs av Alexander 1934. Rhipidia variicosta ingår i släktet Rhipidia och familjen småharkrankar.
Artens utbredningsområde är Panama. Inga underarter finns listade i Catalogue of Life.